# Higashifushimi Kunihide
Conde Higashifushimi Kunihide (東伏見 邦英, 16 de maio de 1910 - 1 de janeiro de 2014) foi o chefe titular do Higashifushimi-no-Miya, um ramo extinto da Casa Imperial do Japão, e um monge budista. Ele era o irmão mais novo da Imperatriz Kōjun e foi o tio materno do imperador emérito Akihito. Se ele tivesse mantido seu status imperial, no momento da sua morte, ele teria sido o mais velho membro da família imperial japonesa. Seu nome de nascimento foi Jigo (慈 洽?).

## Vida
Conde Higashifushimi Kunihide nasceu como príncipe Kuni Kunihide (邦 英 王? ), o filho mais novo do tenente-coronel Príncipe Kuni Kuniyoshi e sua esposa, a princesa Chikako Shimazu (19 de outubro de 1879 - 9 de setembro de 1956). O tio do Príncipe Kuni, Príncipe Almirante Higashifushimi Yorihito, o chefe da linha Higashifushimi-no-Miya, e sua esposa Princesa Higashifushimi Kaneko não tinham herdeiros; conseqüentemente, após consultas com o seu pai, ao príncipe Kunihide foi dada a custódia de seu tio-avô e sua esposa em 26 de Outubro de 1919, embora não formalmente aprovada. Ao atingir a maioridade, em 1930, ele sentou-se na Câmara dos Pares como um príncipe imperial até o ano seguinte, quando o Imperador, seu primo e cunhado, pediu-lhe para renunciar a seu status imperial para perpetuar o nome Higashifushimi. Depois de deixar a família imperial, ele foi enobrecido como Conde Higashifushimi e nomeou um Grande Cordão da Ordem das Flores Paulownia. Ele manteve o título de conde até outubro de 1947, quando a nobreza e o ramo cadete da família imperial perdeu seu status.
Depois de tirar uma licenciatura em História pela Universidade Imperial de Kyoto, lecionou como professor na universidade até 1952, quando ele tomou seus votos como um sacerdote budista Zenkō-ji daikanshin em Nagano, tornando-se o abade do Templo budista Tendai Shōren'in em Kyoto no ano seguinte. Ele conseguiu um PhD em arte do Período Asuka da Universidade de Kyoto, em 1956. Ele foi nomeado presidente da Associação de templos budistas de Kyoto em 1985, servindo até sua morte. Como presidente, ele liderou a oposição a uma taxa de 50 ¥ por admissão aos templos imposto pela cidade de Kyoto, denunciando-o como "contrário ao princípio da separação entre Igreja e Estado e a liberdade de religião." A taxa foi posteriormente revogada.
Em 2004, ele passou o cargo de abade do Shōren'in de seu segundo filho, tornando-se seu abade emérito. Em más condições de saúde desde 2009, ele morreu no dia 1 de janeiro de 2014, com 103 anos de idade.

## Casamento e Filhos
Casou com Yasuko Kamei com quem teve os seguintes filhos:
- Higashifushimi 韶 淑
- Higashifushimi慈晃 (atualmente Shoren-in Monzeki Monshu)
- Higashifushimi 睿 淑